# Бистрий Яків Єремійович
Я́ків Єремі́йович Би́стрий (1897 — † 3 листопада 1937) — старшина Армії УНР.

## Біографія
Народився і жив у с. Потоки Богуславського району Київської області, українець, колишній офіцер армії УНР, хлібороб.
Мав середню освіту. Мешкав у рідному селі.
Засуджений: Колегією ОГПУ 13 березня 1932 р. за ст.ст. 58-2-11 КК РСФРР до розстрілу з заміною на 10 років ВТТ.
Відбував покарання у Соловках.
Особливою трійкою УНКВС ЛО 9 жовтня 1937 р. засуджений до найвищої кари.
Розстріляний: 3 листопада 1937 року в Карелії (Сандармох).
Реабілітований Прокуратурою Київської області (28.07.1989).